# Säfsen Resort

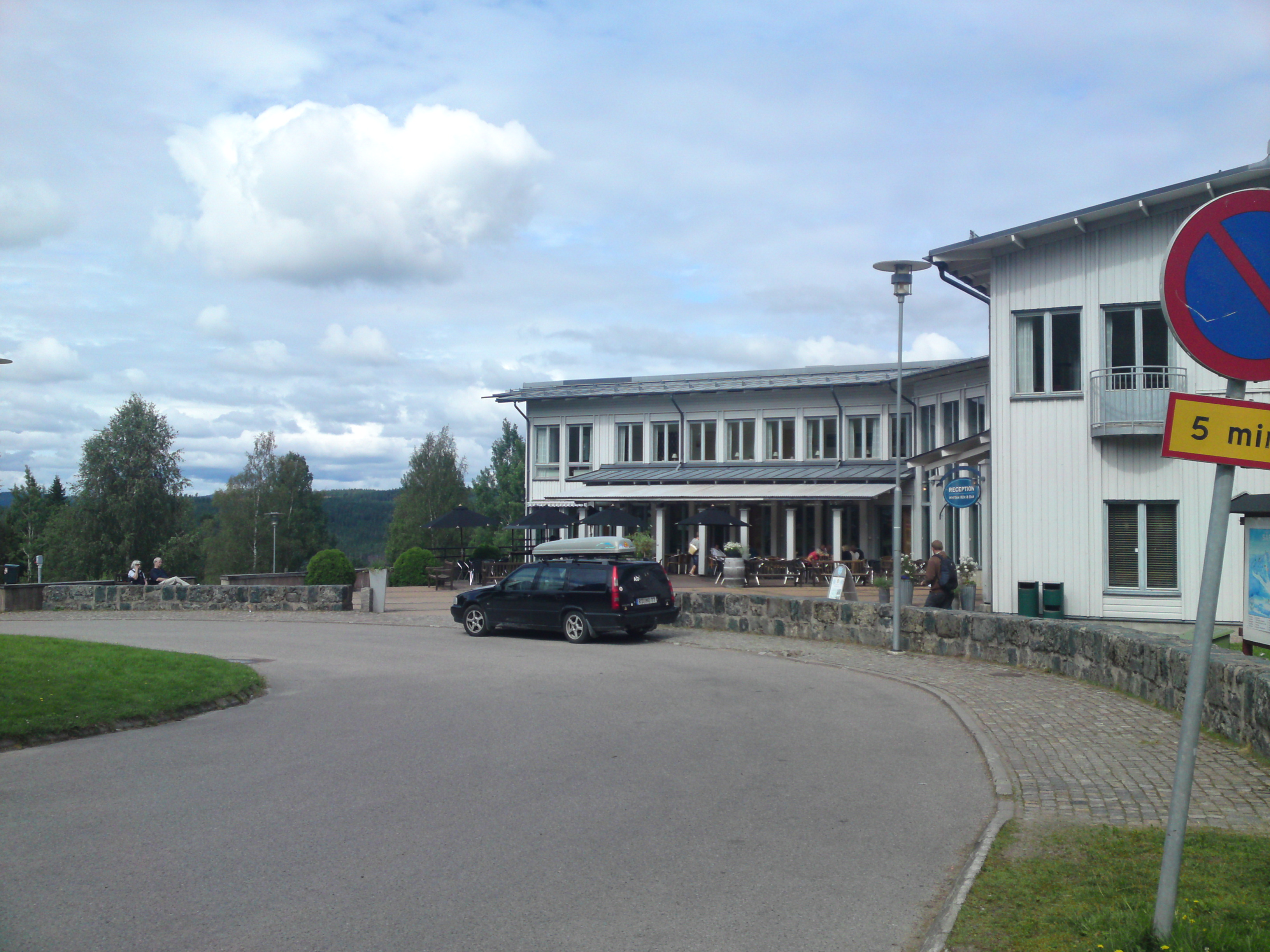
Säfsen Resort

Säfsen Resort este o localitate din provincia Dalarna, situată în centrul Suediei.